# Isophya brasiliensis
Isophya brasiliensis är en insektsart som beskrevs av Brunner von Wattenwyl 1878. Isophya brasiliensis ingår i släktet Isophya och familjen vårtbitare. Inga underarter finns listade i Catalogue of Life.